# Caroni (1975) Limited
Caroni (1975) Limited war das von 1975 bis 2003 existierende größte Agrarunternehmen Trinidads und seinerzeit größter Arbeitgeber des Landes. Die skandalträchtige Liquidierung des Unternehmens leitete eine nachhaltige Fokussierung Trinidads auf die Dienstleistungs- und Produktionssektoren ein.

## Geschichte
Vorgänger von Caroni (1975) war die 1937 nach Aufkauf der vorher staatlichen Caroni Sugar Estates (Trinidad) Ltd durch den britischen Agrarriesen Tate & Lyle gegründete Firma Caroni (1937) Limited. 1970 kaufte der trinidadische Staat 51 % der Anteile von Caroni (1937).
Mit dem Beitritt Großbritanniens zur EWG ergab sich die Notwendigkeit einer Neuregelung der Zuckerexporte ehemaliger britischer Kolonien nach Europa, da mehrere europäische Staaten (insbesondere Deutschland und Frankreich) ihre auf Zuckerrüben basierende Zuckerindustrie vor Konkurrenzprodukten schützen wollten. Durch die Lomé Sugar Protocols von 1975 wurden die Zuckerexporte der ehemaligen Kolonien nach Europa vertraglich geregelt und eine Preisobergrenze gesetzt. Trinidad hatte sich verpflichtet, Zucker ausschließlich nach Großbritannien zu liefern, wo Tate & Lyle ab 1976 durch den Aufkauf von Manbré and Garton ein Monopol auf das Raffinieren von Zucker hatte, was für Trinidad eine weitere Absenkung der erzielbaren Umsätze bewirkte. Tate & Lyle hatte beim Entwurf der Lomé Sugar Protocols Druck auf die britische Regierung ausgeübt und so festschreiben lassen, dass die ehemaligen Kolonien nur rohen Rohrzucker in die EWG exportieren durften. Trinidad entgingen dadurch Einnahmequellen durch eine Ausweitung der Wertschöpfungskette, während Tate & Lyle eine Auslastung seiner Raffinerien sichergestellt hatte.
1975 kaufte der trinidadische Staat Tate & Lyle deren verbliebenen Anteil von 49 % an Caroni (1937) ab und benannte die Firma in Caroni (1975) Limited um. Bereits im Folgejahr zeigte sich, dass die Erzeugungskosten für Rohzucker höher lagen als die von Tate & Lyle gewährten Preise. Ab 1975 ergänzte Caroni (1975) den Firmenbesitz um kleine, privat betriebene Zuckerrohrfarmen, war rasch der größte Arbeitgeber im trinidadischen Agrarsektor und blieb dies bis zur Liquidierung 2003. Mit der Umfirmierung der Firma fand insofern ein Paradigmenwechsel statt, als der aus Großbritannien gesteuerte Vorgänger Caroni (1937) streng exportorientiert agierte, um den Importbedarf an Zuckerrohr des Eigners Tate & Lyle zu decken, während Caroni (1975) auch den heimischen Markt bediente. Ab den 1980er-Jahren versuchte Caroni (1975), die Ertragslage durch Diversifizierung zu verbessern, und weitete das Geschäftsfeld auf den Anbau von Zitrusfrüchten und Reis sowie die Zucht von Garnelen und Rindern aus, Produkte, die (mit Ausnahme der Zitrusfrüchte) primär für den heimischen Markt bestimmt waren. Die Firma bot ihren Zulieferern außerdem zu subventionierten Preisen Unkrautvernichtungsmittel, Dünger und weitere agrartechnische Produkte an und betrieb eine eigene Forschungsstation für die Entwicklung von Insektiziden und verbesserten Anbaumethoden.
Auch in den 1990er-Jahren erwirtschaftete Caroni (1975) jährlich Defizite, die von der Regierung ausgeglichen werden mussten. Pläne, die unrentable Zuckerrohrerzeugung auszulagern und durch eine Landumverteilung den Anbauern zu unterstellen, scheiterten trotz des Engagements von Beraterfirmen wie Ernst & Young mehrfach. Eine Analyse der University of Wisconsin aus dem Jahr 2000 ergab, dass Caroni (1975) den Zuckerrohr anbauenden Pächtern seiner Ländereien einerseits einen festgesetzten Preis für ihre Erzeugnisse zahlte, andererseits aber nur ein Siebzigstel der auf dem freien Markt erzielbaren Pacht kassierte und davon noch horrende Verwaltungs- und Personalkosten abziehen musste.
Nach 28 Jahren wurde Caroni (1975) Ltd. am 31. Juli 2003 durch den Eigner, den trinidadischen Staat, abgewickelt. Einen Teil der Geschäfte übernahmen die neu gegründeten Firmen Sugar Manufacturing Company (SMC), die in St. Madeleine eine Raffinerie betreibt, sowie Estate Development and Management Company (EMDB), die die ehemals Caroni (1975) gehörenden Ländereien verwalten sollte.

## Auswirkungen
9000 Angestellte wurden arbeitslos und bekamen eine Abfindung, die als Voluntary Separation of Employment Package (VSEP, dt.: freiwilliges Trennungspaket) bezeichnet wurde. Inklusive Zuliefererbetrieben und selbständigen Zuckerrohrbauern verloren mindestens 20.000 Menschen ihren Arbeitsplatz bzw. ihre Existenzgrundlage. 312 km² Land, etwa die Fläche von Bremen samt Bremerhaven oder 6 % des Territoriums von Trinidad und Tobago, fielen an den Staat, ab 2005 wurden Teile davon ehemaligen Caroni-Angestellten zugeteilt.
Um den abgefundenen Angestellten eine Möglichkeit zur Vermögensbildung zu bieten, wurde von der Regierung ein Investitionsplan installiert. Die staatliche Agricultural Development Bank of Trinidad (ADB) und die der trinidadischen Zentralbank untergeordnete United Trust Corporation (UTC) boten den ehemaligen Angestellten an, ihre VSEPs für sechs Jahre in einem existierenden UTC-Fonds anzulegen, wobei sie für den Fall, dass der Fonds über den Sechs-Jahres-Zeitraum mindestens 12 % Rendite erwirtschaft, eine Rendite von mindestens 100 % in Aussicht stellten. Die Einlagesumme stand den Anlegern dabei sofort als zu verzinsendes Darlehen zur Verfügung, wobei eine Rückzahlung erst nach Erzielung der Rendite von mindestens 100 % erfolgen sollte. Nach sechs Jahren betrug die Rendite des Fonds lediglich 48 % und wurde von der ADB zurückbehalten, so dass keine Dividende ausgezahlt wurde. Ein Verzicht auf die Zinszahlungen kam erst durch Drohungen mit einer rechtlichen Aufarbeitung zustande.
2005 trat in Trinidad, das bis zur Abwicklung von Caroni (1975) größter Zuckerexporteur der Karibik war, eine Zuckerknappheit auf. Noch 2013 mussten trinidadische Rumhersteller Zuckerrohr für ihre Produkte auf Barbados anbauen, da auf Trinidad nicht mehr genügend Zuckerrohr angebaut wurde. Während vor der Schließung des Konglomerats Zitrusfrüchte nach Großbritannien exportiert wurden, müssen Fruchtsäfte seitdem zum Teil aus dem Ausland importiert werden.
2007 bewilligte die EU finanzielle Hilfen in Höhe von in mehreren Tranchen auszuzahlenden 75 Millionen Euro für die Restrukturierung des trinidadischen Agrarsektors und für direkte Hilfen für die betroffenen Arbeiter. Der Verband der trinidadischen Zuckerrohrproduzenten (CPATT) beklagte 2014 massive Verzögerungen bei der Auszahlung der Hilfen.

## Hintergründe
Das operative Geschäft von Caroni (1975) war spätestens seit Beginn der 1970er-Jahre defizitär, und die Defizite nahmen mit der Zeit zu. So erwirtschaftete die Firma 1970 einen Verlust von 4,6 Millionen TT$, im Jahr 2000 aber bereits einen Verlust von 352 Millionen TT$. Der IWF kam 1999 im Rahmen einer Analyse zum Schluss, Caroni (1975) beschäftige Unmengen unterqualifizierter Arbeiter und zahle diesen zu hohe Löhne, und empfahl eine Privatisierung.
Da die Abwicklung von Caroni (1975) Limited eine politische Entscheidung war, waren die Hintergründe dieser Entscheidung ein Thema, das in den Medien Trinidads ausgiebig beleuchtet wurde. Insbesondere von Betroffenen wurde kritisiert, dass die Regierung im Vorfeld der Entscheidung weder die Gewerkschaften noch andere betroffenen Gruppen von der bevorstehenden Schließung in Kenntnis gesetzt habe.
2013 äußerte der damalige Transport-Tourismusminister Stephen Cadiz (UNC) die Vermutung, dass der Auslöser für die Entscheidung das nach dem Patt bei den Parlamentswahlen von 2001 entstandene Machtvakuum gewesen sei und dass das damals regierende PNM durch die Schließung von Caroni (1975) der größten Oppositionspartei UNC schaden wollte. 2001 erzielten sowohl der UNC als auch das PNM je 18 Sitze im Parlament. Der Zuckerrohrgürtel im ehemaligen County Caroni gilt als Stammland des UNC.